# آيت أولميان (آيت بوداود)
آيت أولميان هو دُوَّار يقع بجماعة آيت بوداود، إقليم زاكورة، جهة درعة تافيلالت في المملكة المغربية. ينتمي الدوّار لمشيخة آيت بوداود التي تضم 9 دواوير. يقدر عدد سكانه بـ 449 نسمة حسب الإحصاء الرسمي للسكان والسكنى لسنة 2004.

## وصلات خارجية
- البوابة الوطنية للجماعات الترابية
- المندوبية السامية للتخطيط